# Guatemala International 2015
Die Guatemala International 2015 im Badminton fanden vom 2. bis zum 6. September 2015 in Guatemala-Stadt statt.

## Sieger und Platzierte
| Disziplin    | Gold                             | Silber                      | Bronze                               |
| ------------ | -------------------------------- | --------------------------- | ------------------------------------ |
| Herreneinzel | Kevin Cordón                     | Ygor Coelho                 | Pablo Abián                          |
| Herreneinzel | Kevin Cordón                     | Ygor Coelho                 | Misha Zilberman                      |
| Dameneinzel  | Rong Schafer                     | Telma Santos                | Elisabeth Baldauf                    |
| Dameneinzel  | Rong Schafer                     | Telma Santos                | Airi Mikkelä                         |
| Herrendoppel | Michael Fuchs Johannes Schöttler | Manu Attri B. Sumeeth Reddy | Job Castillo Lino Muñoz              |
| Herrendoppel | Michael Fuchs Johannes Schöttler | Manu Attri B. Sumeeth Reddy | Jonathan Solís Rodolfo Ramírez       |
| Damendoppel  | Johanna Goliszewski Carla Nelte  | Eva Lee Paula Obanana       | Alexandra Bruce Phyllis Chan         |
| Damendoppel  | Johanna Goliszewski Carla Nelte  | Eva Lee Paula Obanana       | Marie Batomene Émilie Lefel          |
| Mixed        | Michael Fuchs Birgit Michels     | Ronan Labar Émilie Lefel    | David Obernosterer Elisabeth Baldauf |
| Mixed        | Michael Fuchs Birgit Michels     | Ronan Labar Émilie Lefel    | Phillip Chew Jamie Subandhi          |